# محمد السعيد بلعيد
محند أوسعيد بلعيد (20 يناير 1947 في تونس - 31 مايو 2022 الجزائر) سياسي جزائري.
تقلد منذ 29 ديسمبر 2019 منصب وزير مستشار الاتصال والمتحدث الرسمي لرئاسة الجمهورية الجزائرية، قبل أن تُنهى مهامه أواخر 2021.

## السيرة
ولد بلعيد محند أوسعيد في 20 يناير 1947 في تونس لعائلة من قرية بوعندان بولاية تيزي وزو.
بلعيد محند أوسعيد حاصل على درجة ليسانس في القانون العام الدولي من جامعة الجزائر سنة 1971، ودبلوم في العلوم السياسية.

## المسار المهني
بدأ مسيرته المهنية في الصحافة، ولا سيما في التلفزيون الجزائري حيث كان صحفيا. ثم عُين العضو المنتدب لصحيفة «الشعب» اليومية، ثم شغل منصب عضو منتدب لوكالة الأنباء الجزائرية، بعد ذلك كان مديراً للمركز الجزائري للإعلام والثقافة في بيروت.
ثم كان سفير الجزائر لدى البحرين، ثم شغل منصب المتحدث الرسمي باسم وزارة الخارجية، ثم منصب ممثل الجزائر لدى منظمة المؤتمر الإسلامي.

## المسار السياسي
شغل منصب وزير الاتصال لمدة عام في حكومة سلال.
ارتبط اسم محمد السعيد بوزير الخارجية الجزائري المعروف أحمد طالب الإبراهيمي إذ كان مديرا لحملة الإبراهيمي الانتخابية خلال رئاسيات 1999 و2004 وأسس بلعيد رفقة أحمد طالب الإبراهيمي حزبا ذا ميول إسلامية هو «حركة الوفاء والعدل»، لكن السلطات الجزائرية رفضت منحه الترخيص القانوني بدعوى ضمه عناصر من «الجبهة الإسلامية للإنقاذ» التي منعتها السلطات في تسعينيات القرن الماضي وقبيل انتخابات 2009 أسس بلعيد حزبا جديدا هو «حزب العدالة والحرية» لكنه لم يحصل على ترخيص كسابقه ما جعله يترشح بصفة مستقلة وحل محمد السعيد في المركز السادس في هذه الانتخابات بحصوله على 0.92 من الأصوات.
في 29 ديسمبر 2019، عينه رئيس الجمهورية عبد المجيد تبون وزيرًا مستشارًا للاتصال والمتحدث الرسمي لرئاسة الجمهورية.

## حياته الخاصة
بلعيد محند أوسعيد متزوج وأب لثلاث بنات.

## الوفاة
توفي صباح يوم الثلاثاء 31 مايو 2022 عن عمر ناهز 75 سنة. وقد دُفن اليوم التالي بمقبرة سيدي يحيي بالجزائر العاصمة.